# La sanguisuga conduce la danza
La sanguisuga conduce la danza è un film del 1975, diretto da Alfredo Rizzo.

## Genesi
Il film è stato concepito per cavalcare l'onda del successo di Dario Argento con la cosiddetta "trilogia degli animali". La pellicola fu girata in Abruzzo e Monte San Giovanni Campano e ad Amelia, in Provincia di Terni. Il castello in esterna è la roccaforte Piccolomini di Balsorano, in provincia dell'Aquila; mentre gli interni sono stati girati nel castello di San Giovanni Campano.
La scena iniziale, con la carrozza che corre, è girata ad Amelia, lungo via Garibaldi, mentre il teatro è il Teatro sociale di Amelia.

## Trama
Il conte Marnack, dopo la morte della consorte, conosce Evelyn, attrice teatrale, se ne innamora e decide di sposarla. Dopo il matrimonio, invita nel suo castello l'intera troupe teatrale. La cosa impressionante è che Evelyn è assolutamente identica alla prima moglie del conte Marnack, morta in circostanze misteriose. Giunti al castello, i componenti della troupe vengono accolti da Sybil, la governante di casa Marnack. Dopo pochi giorni tre attrici colleghe di Evelyn vengono uccise da un misterioso assassino che mozza loro la testa. Evelyn si sente minacciata e il conte Marnack teme molto per la vita della nuova sposa. In un crescendo di avvenimenti si scoprirà che la prima del moglie del conte non è affatto morta: la donna, completamente pazza, dimora nelle segrete del castello e di lei è Sybil a prendersi cura. La verità viene presto scoperta: Sybil, da sempre innamorata del conte, sperava che dopo la scomparsa della prima moglie il conte si accorgesse di lei sposandola. L'arrivo del conte al castello, accompagnato da una nuova moglie e da uno stuolo di attrici, aveva fatto disperare Sybil, vistasi privata del suo sogno di sempre: diventare la moglie del conte Marnack. A questo punto, Sybil aveva armato la prima moglie del conte, l'aveva influenzata ed istruita, spingendola ad assassinare le nuove ospiti. L'obiettivo di Sybil era quello di far uccidere anche Evelyn ma, prima di riuscire nell'intento, viene scoperta. Sybil viene arrestata mentre la prima moglie del conte, ormai pazza irrecuperabile, verrà definitivamente internata in manicomio. Terminato l'incubo, il conte Marnack potrà vivere serenamente con la moglie.